# لودمیژتسه
لودمیژتسه (به لاتین: Ludmierzyce) یک روستا در لهستان است که در گمینا کیتژ واقع شده‌است. لودمیژتسه ۱۲۷ نفر جمعیت دارد و ۲۷۹ متر بالاتر از سطح دریا واقع شده‌است.